# 菲斯蒂尼亚克
菲斯蒂尼亚克（法語：Fustignac，法語發音：[fystiɲak]）是法国上加龙省的一个市镇，属于米雷区。

## 地理
菲斯蒂尼亚克（43°17'55"N, 0°58'58"E）面积3.96 平方千米，位于法国奧克西塔尼大區上加龙省，该省份为法国西南部内陆省份，西南端与西班牙接壤，自此顺时针与上比利牛斯省、热尔省、塔恩-加龙省、塔恩省、奥德省和阿列日省接壤。
与菲斯蒂尼亚克接壤的市镇（或旧市镇、城区）包括：卡斯泰尔诺皮康波、吕桑-阿代亚克、蒙泰居布尔雅克、蒙图桑。

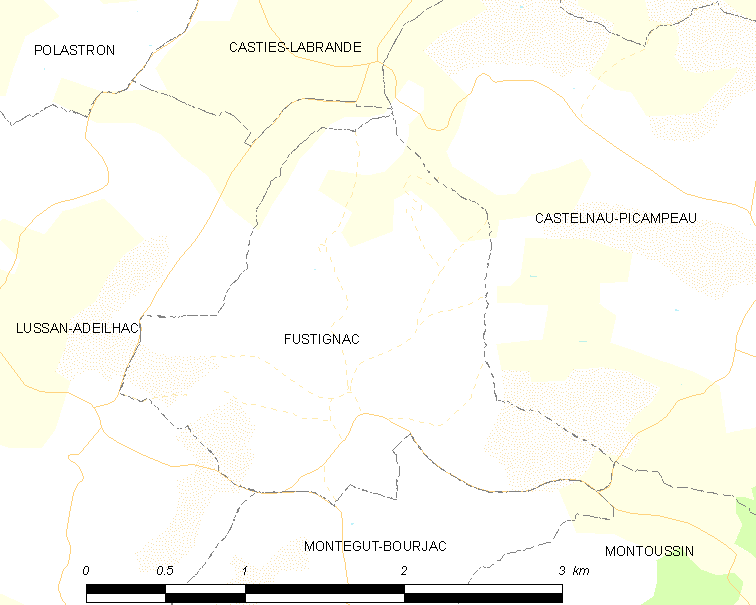
菲斯蒂尼亚克的OSM定位图

菲斯蒂尼亚克的时区为UTC+01:00、UTC+02:00（夏令时）。

## 行政
菲斯蒂尼亚克的邮政编码为31430，INSEE市镇编码为31204。

## 政治
菲斯蒂尼亚克所属的省级选区为卡泽尔县。

## 人口

1962-2008年间菲斯蒂尼亚克人口变化图示

菲斯蒂尼亚克于2022年1月1日时的人口数量为71人。